# Боровик, Валерий Андреевич
Вале́рий Андре́евич Борови́к (23 ноября 1946, Томск, РСФСР, СССР — 30 ноября 1992, Томск, Россия) — советский футболист, нападающий.

## Биография
Валерий Боровик — воспитанник томского футбола. В томскую команду мастеров «Торпедо» попал в 1964 году, однако выступать за неё смог лишь годом позже, когда ему исполнилось 18 лет. Боровик сумел быстро завоевать место в основном составе команды и стать одним из её лидеров, чем привлёк внимание клубов высшей лиги.
Летом 1966 года перебрался в стан действующего чемпиона СССР московского «Торпедо». Дебютировал в составе «автозаводцев» Боровик 28 июля 1966 года в гостевом поединке против бакинского «Нефтяника». 13 августа футболист забил свой первый гол за московский клуб, поразив ворота московского «Спартака». Всего в дебютном сезоне за московское «Торпедо» Боровик сыграл в 9 матчах чемпионата СССР и забил один гол. Вскоре после этого в Москву прибыла делегация из руководства томского «Торпедо», главного тренера Альфреда Тер-Маркарова, футболистов команды и даже матери игрока, которые стали просить футболиста вернуться в родной город. Поддавшись на эти уговоры, Боровик на следующий сезон вернулся в родную команду.
Карьеру футболиста Боровик был вынужден завершить в 1972 году в возрасте 26 лет. Это случилось после того, как он не пришёл на одну из игр, и партийные чиновники решили его наказать, лишив звания мастера спорта и отправив в армию. Позже был детским футбольным тренером.
В 1992 году футболист серьёзно заболел и скоропостижно умер.

## Память
Ежегодно в память о Валерии Боровике в Томске проводится футбольный турнир ветеранов.
4 января 2015 года в Томске была торжественно открыта памятная мемориальная доска на доме по улице Котовского, 26, где жил игрок.

## Достижения
«Торпедо» Москва
- Финалист Кубка СССР: 1965/66